# Часовий переріз процесу
Поняття перерізу (часового перерізу) випадкового процесу є одним з ключових понять теорії випадкових процесів. Воно дає змогу говорити про випадковий процес не як про явище, що розвивається у часі, а дає змогу аналізувати цей процес у певний момент часу.

## Визначення
Нехай {\displaystyle \xi _{t}}, {\displaystyle t\in T} — випадковий процес. Зафіксуємо час t: ми отримаємо деяку випадкову величину. Ця випадкова величина називається часовим перерізом випадкового процесу у момент часу t.

## Приклади
1. Нехай випадкова величина ξ розподілена нормально з параметрами 0 і 1, тобто {\displaystyle {\mathcal {L}}(\xi )=N(0,1)}. Розглянемо випадковий процес {\displaystyle \eta _{t}=t\xi }. Його переріз у момент часу t=1 буде випадкова величина {\displaystyle \eta _{1}}, яка дорівнює {\displaystyle \eta _{1}=1\cdot \xi =\xi }, тому вона також матиме розподіл N(0,1). Знайдемо також розподіл перерізу випадкового процесу для моменту t=2: {\displaystyle \eta _{2}=2\cdot \xi =2\xi }, тобто випадкова величина {\displaystyle \eta _{2}} має розподіл N(0,4) (ми скористалися такою властивістю випадкових величин, розподілених нормально: якщо ξ має розподіл {\displaystyle N(a,\sigma ^{2})}, то kξ має розподіл {\displaystyle N(ka,k^{2}\sigma ^{2})}.
2. Нехай випадкова величина ξ розподілена рівномірно на відрізку [-1,1], тобто {\displaystyle {\mathcal {L}}(\xi )=R(-1,1)}. Як і в попередньому прикладі, розглянемо випадковий процес {\displaystyle \eta _{t}=t\xi }. Переріз цього випадкового процесу у момент часу {\displaystyle t=t_{0}} являтиме собою випадкову величину {\displaystyle t_{0}\cdot \xi }, яка має розподіл {\displaystyle R(-t_{0},t_{0})}.